# Gran Sinagoga Belz de Jerusalem
La Gran Sinagoga Belz (en hebreu: מרכז עולמי לתורה וחסידות בעלז) és la major sinagoga d'Israel. Va ser construïda per la comunitat jueva hassídica de Belz amb l'ajuda financera dels seus simpatitzants vinguts d'altres nacions del món. Durant els anys vuitanta del segle xx, el rabí Issacar Dov Rokeach, el cinquè rebbe de la dinastia Belz, va liderar els plans per construir una enorme sinagoga a Kiryat Belz, un barri hassídic de Jerusalem L'edifici, va ser dissenyat amb quatre entrades perquè fos accessible des dels quatre carrers que convergeixen en el pujol del barri, també tindria una rèplica augmentada de l'estructura que el primer rebbe de Belz, Sar Shalom, va fer construir en el poble de Belz, a Ucraïna, l'any 1843. Havia d'incloure un grandiós santuari principal, petites sales d'estudi, salons per celebrar en ells noces i cerimònies de bar mitsvà, biblioteques, i altres instal·lacions comunitàries.